# 窒化ナトリウム
窒化ナトリウム（ちっかナトリウム、英: Sodium nitride）は、化学式Na3Nで記される無機化合物。窒化ガリウムなど他の金属窒化物とは対照的に、非常に不安定である。
低温下で、サファイアの基板上でナトリウムと窒素に原子線を照射することにより得られる。
分解により、ナトリウムと窒素が生じる。
{\displaystyle {\ce {2Na3N -> 6Na\ + N2}}}
アジ化ナトリウム（NaN3）と混同されることがあるが、別の化合物である。